# La cicogna ingombrante
La cicogna ingombrante (Cold Storage) è un film del 1951 diretto da Jack Kinney. È un cortometraggio animato della serie Pluto, prodotto dalla Walt Disney Productions e uscito negli Stati Uniti il 9 febbraio 1951, distribuito dalla RKO Radio Pictures. È stato distribuito anche come La cuccia ghiacciata e, a partire dagli anni novanta, La cuccia contesa.

## Trama
È inverno e una cicogna infreddolita decide di occupare la cuccia di Pluto. Anche quest'ultimo ha freddo e vuole entrare nella sua cuccia, ma l'uccello impedisce in ogni modo al suo proprietario di tornarvi. Pluto all'inizio è confuso e pensa di essere malato, ma poi capisce tutto e attacca la cicogna. Dopo essere riuscito apparentemente ad avere la meglio, il cane entra nella cuccia e si mette a dormire su un cuscino. Si tratta però della cicogna che lo solleva e lo fa cadere in un laghetto ghiacciato. Pluto allora torna alla carica e cerca ancora di scacciare l'intruso dalla cuccia, finendo per occuparla entrambi insieme. All'improvviso arriva la primavera e i due animali cercano di uscire dalla cuccia, siccome dentro fa caldo. La cicogna riesce a uscire e impedisce a Pluto di andarsene, così il cane solleva la casetta per portarla nel laghetto, riuscendo a trovare refrigerio.

## Distribuzione

### Edizione italiana
Il film fu distribuito in Italia nel 1955 e poi nel 1974 all'interno del programma Come divertirsi con Paperino & Co..

### Edizioni home video

#### VHS
- Cartoons Disney 5 (novembre 1985)[3]
- Come divertirsi con Paperino & c. (febbraio 1986)[4]
- Come divertirsi con Paperino & c. (gennaio 1990)[5]
- Sono io... Topolino (marzo 1990)[6]